# Sihanoukville

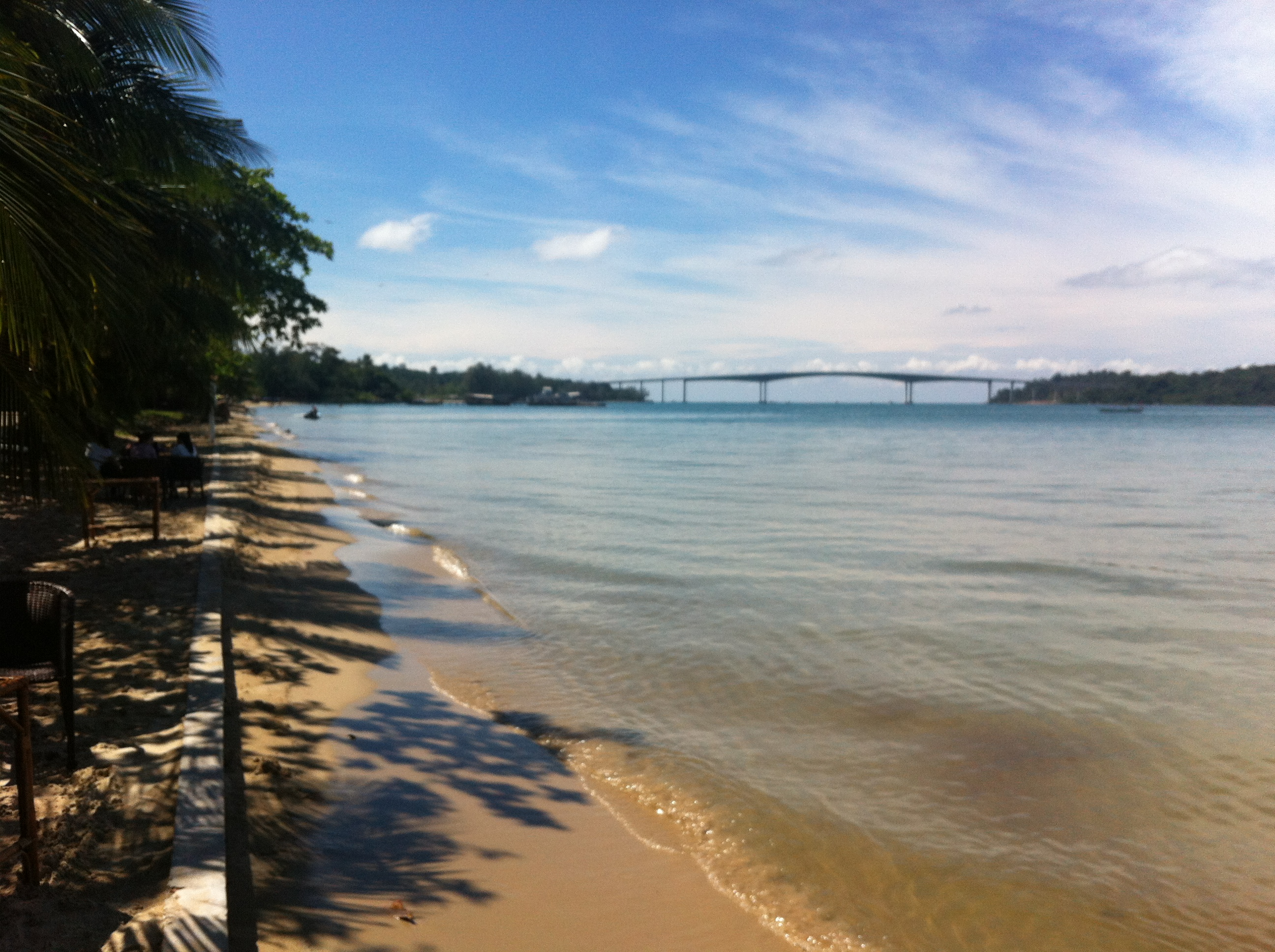
Strand i Sihanoukville, med bron över till ön Pos i bakgrunden.

Sihanoukville (khmer: ព្រះសីហនុ, Preah Sihanouk, efter kung Norodom Sihanouk) är en hamnstad i södra Kambodja, på kusten mot Thailandviken. Staden är även känd som Mitakpheap och hade 89 447 invånare vid folkräkningen 2008, på en yta av 86,44 km². Sihanoukville omfattar de fyra kommunerna Bei, Buon, Muoy och Pir, vilket även inkluderar öarna Dek Koul, Kaong Kang, Khteah och Pos. Staden är förbunden med Phnom Penh i norr via en 264 kilometer lång järnväg. Sihanoukville har på senare tid växt tack vare turistnäringen, då det i dess närhet finns stora sandstränder.